# Echinorhynchus melanoglaeae
Echinorhynchus melanoglaeae är en hakmaskart som beskrevs av Dollfus 1960. Echinorhynchus melanoglaeae ingår i släktet Echinorhynchus och familjen Echinorhynchidae. Inga underarter finns listade i Catalogue of Life.